# Maria Bakalova
 (octobre 2020).
Maria Bakalova (en bulgare : Мария Бакалова) est une actrice bulgare, née le 4 juin 1996 à Bourgas.
Elle devient mondialement connue en interprétant le personnage de Tutar Sagdiyev dans le film Borat 2.

## Biographie

### Jeunesse
Maria Bakalova commence à prendre des cours de chant et de flûte à l'âge de 6 ans.
Elle est diplômée en 2019 de l'académie nationale de Théatre et des Arts cinématographiques Krastyo-Sarafov.

### Carrière
Maria Bakalova commence à interpréter différents rôles en 2017 et notamment dans la série italienne Gomorra qui lui permet ensuite de décrocher son premier grand rôle dans le film Transgression.
Elle devient mondialement connue en 2020 en interprétant Tutar Sagdiyev, fille du personnage fictionnel Borat dans le film Borat, Nouvelle Mission Filmée. Elle obtient ce rôle lors d'un casting qui a auditionné près de 600 femmes.

## Filmographie

### Cinéma
- 2017 : XIIa : Milena
- 2017 : Transgression : Yana
- 2019 : The Father : Young Valentina
- 2020 : Last Call : Alexandra
- 2020 : Borat, nouvelle mission filmée : Tutar Sagdiyev
- 2021 : Women Do Cry : Sonja
- 2022 : Bodies Bodies Bodies : Bee
- 2022 : The Bubble : Anika
- 2022 : The Honeymoon : Sarah
- 2023 : Fairyland : Paulette
- 2023 : Les Gardiens de la Galaxie Vol. 3 : Cosmo the Spacedog (voix)
- 2024 : Unfrosted : L'Épopée de la Pop-Tart (Unfrosted) de Jerry Seinfeld
- 2024 : The Apprentice de Ali Abbasi : Ivana Trump
- 2024 : Dirty Angels de Martin Campbell
- 2025 : Les Bad Guys 2 (The Bad Guys 2) de Pierre Perifel : Pigtail (voix)

### Télévision
- 2021 : Borat's American Lockdown & Debunking Borat, épisode Borat's American Lockdown : Tutar Sagdiyev
- 2022 : The Guardians of the Galaxy Holiday Special (television special) : Cosmo the Spacedog (voix)
- 2024 : Creature Commandos : la princesse Ilana Rostovic (voix)

## Distinctions
| Année | Évènement                               | Catégorie                                                                      | Film                           | Résultat   |
| ----- | --------------------------------------- | ------------------------------------------------------------------------------ | ------------------------------ | ---------- |
| 2018  | AltFF (Alternative Film Festival)       | Meilleure actrice                                                              | Transgression                  | Lauréat    |
| 2021  | Golden Globes                           | Golden Globes de la meilleure actrice dans un film comédie ou comédie musicale | Borat, nouvelle mission filmée | Nomination |
| 2021  | Screen Actors Guild Awards              | Meilleure actrice dans un second rôle                                          | Borat, nouvelle mission filmée | Nomination |
| 2021  | New York Film Critics Circle            | Meilleure actrice dans un second rôle                                          | Borat, nouvelle mission filmée | Lauréat    |
| 2021  | Chicago Film Critics Association Awards | Meilleure actrice dans un second rôle                                          | Borat, nouvelle mission filmée | Lauréat    |
| 2021  | Florida Film Critics Circle Awards      | Meilleure actrice dans un second rôle                                          | Borat, nouvelle mission filmée | Lauréat    |
| 2021  | London Critics Circle Film Awards       | Meilleure actrice dans un second rôle                                          | Borat, nouvelle mission filmée | Lauréat    |
| 2021  | 93e cérémonie des Oscars                | Meilleure actrice dans un second rôle                                          | Borat, nouvelle mission filmée | Nomination |